# Far from Alaska
Far from Alaska é uma banda de rock brasileira formada em 2012 em Natal, Rio Grande do Norte, e sediada em São Paulo.

## História

### 2012: Formação e primeiras apresentações
No momento da fundação da banda, todos os integrantes moravam em Natal, embora apenas a vocalista Emmily Barreto e o guitarrista Rafael Brasil tivessem nascido lá. A tecladista Cris Botarelli é de São Paulo, o baixista Edu Figueira de Mossoró, e o baterista Lauro Kirsch de Cuiabá. Além disso, todos os membros vieram de experiências prévias com outros conjuntos: Cris e Lauro tocaram juntos no Planant; ela também havia tocado com Emmily no Talma&Gadelha; Rafael havia tocado no Calistoga e, juntamente a Edu e Lauro, no Venice Under Water.
O Far From Alaska foi formado em 2012, inicialmente como um projeto de Cris e Emily para que a última cantasse. Chamaram os outros três membros e consideravam a banda apenas um projeto paralelo. No mesmo ano, venceram o concurso Som Para Todos, que lhes garantiu o direito de abrir o Planeta Terra Festival. O festival marcou o segundo show da carreira da banda, que foi elogiada dois meses depois por Shirley Manson, vocalista do Garbage.
Segundo Cris, o nome da banda não tem nenhum significado especial; foi apenas uma sugestão da mãe de Emmily que acabou agradando os cinco integrantes, que não conseguiam chegar a um consenso. Na mesma ocasião, a integrante também explicou que a banda não vê problema em fazer letras em inglês e que isso tem boa aceitação no público do Rio Grande do Norte. Em outra ocasião, ela disse que a decisão foi natural uma vez que a grande maioria das bandas que o grupo escuta canta em inglês.

### 2012-2014: Primeiros trabalhos:StereochromeemodeHuman
Em outubro de 2012, a banda lançou seu primeiro EP, Stereochrome, com quatro faixas. O EP foi gravado e produzido por Dante Augusto no Estúdio Dosol em Natal, co-produzido, mixado e masterizado por Chuck Hipolitho no Estúdio Costella em São Paulo.
Em maio de 2014, lançaram seu primeiro álbum pela Deckdisc, modeHuman, contendo 15 faixas, incluindo as quatro canções do EP regravadas. O álbum foi pré-produzido em Natal, gravado no Estúdio Tambor no Rio de Janeiro com produção de Pedro Garcia e mixado por Chris Hanzsek no Hanzsek Audio em Seattle, Estados Unidos. Uma das faixas, "Dino vs. Dino", foi lançada como single e recebeu um clipe, gravado nas Dunas do Rosado, em Porto do Mangue. Um segundo clipe estava previsto para o segundo semestre de 2014. A faixa "Thievery" também recebeu um vídeo promocional, e um clipe para "About Knifes" foi lançado em 2015.
Ainda em 2014, tocaram no FIFA Fan Fest de Natal, evento simultâneo aos jogos da Copa do Mundo FIFA de 2014.

### 2014-2016: Mudança para São Paulo e Lollapalooza
Ao final de 2014, numa entrevista para o portal da revista O Grito, Edu revelou que a banda iria se mudar para São Paulo, para facilitar as questões logísticas e abrir mais possibilidades. Em janeiro de 2015, parte da banda já havia se mudado.

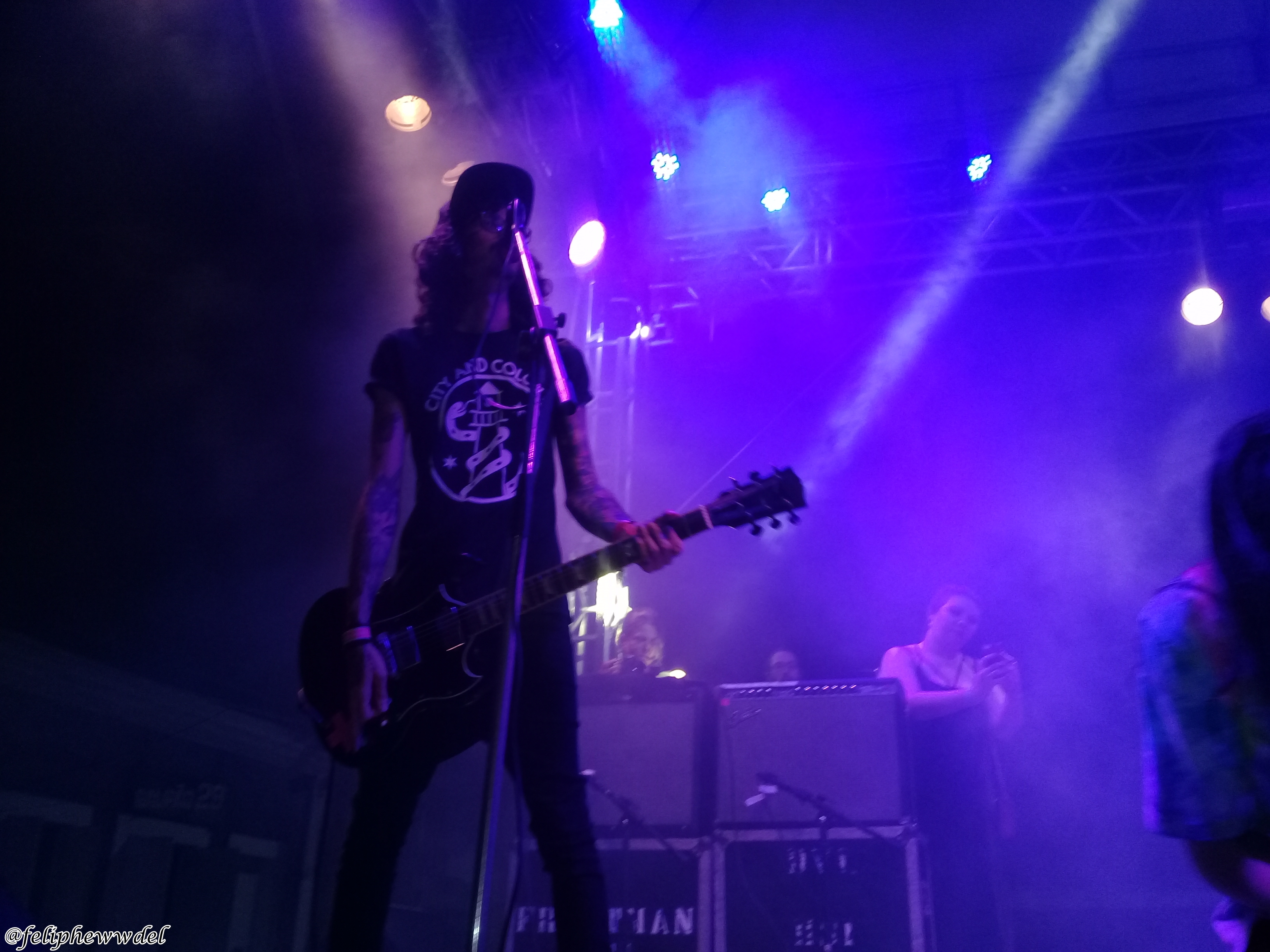
Guitarrista Rafael Brasil durante um show em Natal.

Em 2014, foi anunciado que o grupo tocaria na edição 2015 do Lollapalooza Brasil. A apresentação do grupo foi elogiada pela crítica.
Em 12 de março de 2015, anunciaram a faixa "Relentless Game", composta e gravada em parceria com a banda de Brasília Scalene. Em 2016, a faixa foi incluída na trilha sonora da novela da Rede Globo Rock Story.
Em julho de 2015, alguns membros ainda mantinham empregos paralelos à música: Rafael era diretor de arte em uma agência e Cris era advogada. Edu é formado em duas faculdades, incluindo uma de arquitetura, mas na altura já vivia apenas da música. Em agosto de 2017, na época do lançamento de seu segundo álbum, os integrantes já se dedicavam inteiramente à música.
Em fevereiro de 2016, a banda lançou uma nova canção chamada "Chills", e também anunciaram planos para um novo álbum que seria lançado ainda naquele ano.
Em 2016, foi anunciado que participariam, juntamente a 13 outros artistas brasileiros, de um festival no Memorial da América Latina, em São Paulo, no dia 3 de dezembro do mesmo ano, em comemoração aos dez anos da revista Rolling Stone Brasil. Nesse mesmo ano a banda se apresentou dia 7 de setembro no palco Thunder Dome do Maximus Festival no Autódromo de Interlagos.

### 2017- 2019:Unlikely, Download Festival e saída de membros

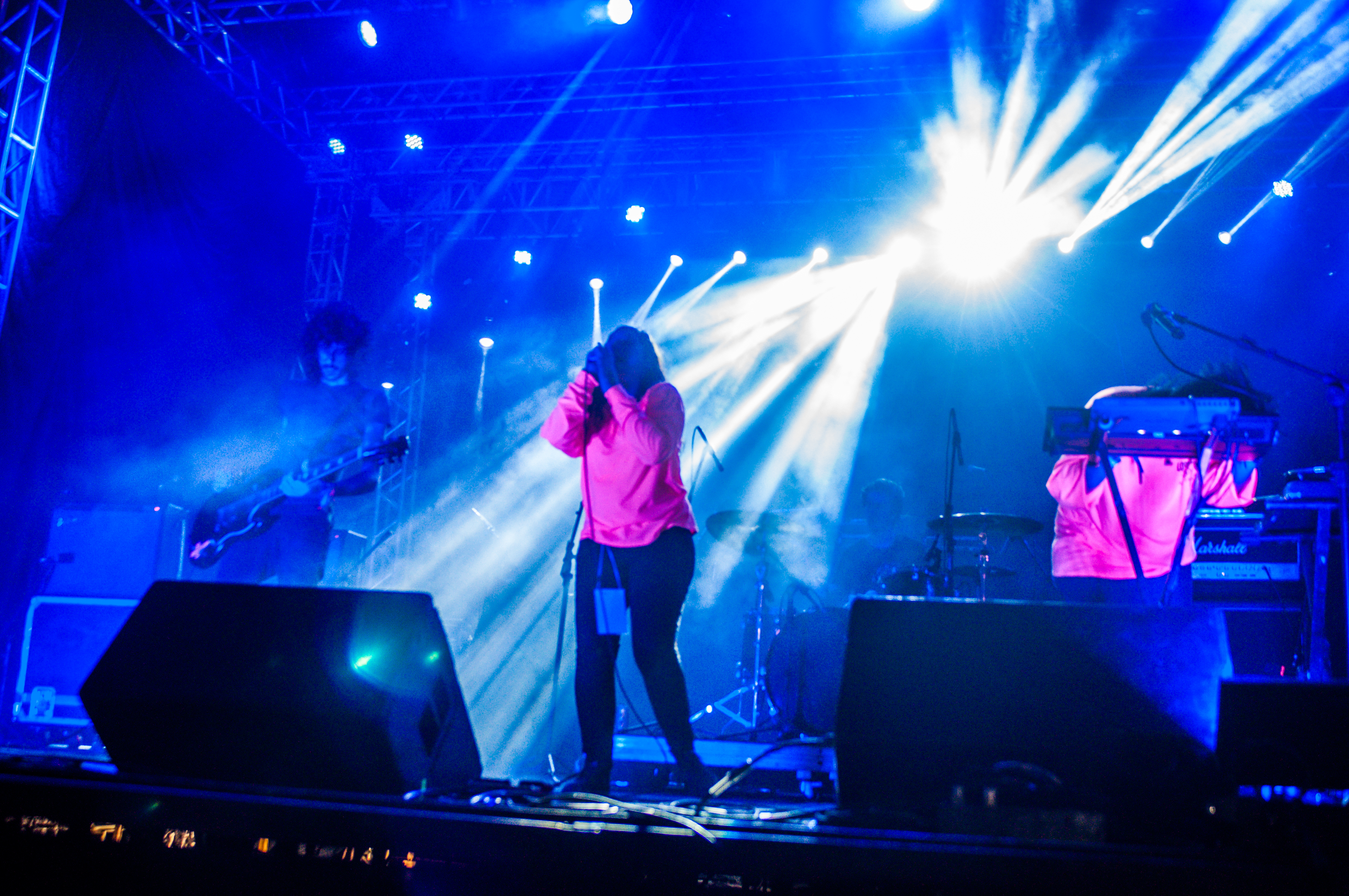
A banda em maio de 2017. Da esquerda para a direita: Rafael Brasil, Emmily Barreto, Lauro Kirsch e Cris Botarelli. Eduardo Figueira não é mostrado.

Começaram 2017 lançando o single "Collision Course", no dia 13 de janeiro, em parceria com a banda Ego Kill Talent, através da gravadora Elemess, com clipe produzido por Murilo Amancio. Emmily explica que "A faixa mostra uma discussão entre um casal (...) que vai gerando uma explosão. No final, as duas partes percebem que perderam muito tempo brigando e que isso não valeu a pena".
No mesmo mês, partiram para os Estados Unidos, onde gravaram seu segundo álbum, a ser produzido por Sylvia Massy. Já em fevereiro, revelaram o título do álbum, Unlikely, e anunciaram uma campanha de financiamento coletivo no Kickante para viabilizar a obra, que teve 12 faixas. Também em fevereiro, foram anunciados como atração da edição francesa do Download Festival. Eles tocaram no dia 10 de junho, mesmo dia que bandas como System of a Down, Five Finger Death Punch, Slayer e Alter Bridge.
Em junho, divulgaram o primeiro single de Unlikely, "Cobra" e no mês seguinte, sai o clipe desta música. Em agosto do mesmo ano, o álbum Unlikely é lançado.
Em 16 de janeiro de 2018, a banda anuncia a saída do baixista Edu Filgueira e que seguiria como quarteto. Em fevereiro do mesmo ano, é lançado o clipe da música “Monkey”. Em agosto de 2018, lançam nos serviços de streaming a música é “Ghetto Blaster On The Moon“, uma colaboração com o grupo francês de rock alternativo Dot Legacy.
Em 15 de março de 2019, lançaram o EP Unlikely (Acoustic), com versões acústicas de faixas do segundo trabalho da banda.
Em 7 setembro de 2019, a banda foi a responsável por abrir as atividades da final da segunda etapa do CBLoL 2019, o Campeonato Brasileiro de League of Legends e uma das maiores competições brasileiras dos eSports, na Jeunesse Arena, no Rio de Janeiro.
No dia 15 de setembro de 2019, no festival Oxigênio, o baterista Lauro Kirsch realiza seu último show com a banda.

### 2020 - Single com a Fresno
Em 24 de abril de 2020, junto da banda Fresno, lançaram um cover de “Eva”, canção popularizada no Brasil pela versão axé da Banda Eva. A arte escolhida para o lançamento do single presta homenagem à Unidade EVA 01, o principal mecha do anime Evangelion.

### 2022 - atualmente: EP's 3.1, 3.2 e 3.3
Em 14 de outubro de 2022 o trio lançou o mini-EP 3.1 com as 3 primeiras músicas que estarão no seu novo álbum, sendo uma delas com a participação de Lenine.
Em janeiro de 2024, lançam o EP 3.3, com três músicas inéditas, “Meltdown”, “Good Part” e “Secret”, esta última com a participação especial do cantor de reggae Pato Banton.

## Integrantes

#### Atuais
- Emmily Barreto - vocais (2012–presente)
- Rafael Brasil - guitarra (2012–presente)
- Cris Botarelli - sintetizador, lap steel, vocais (2012–presente), baixo (2018–presente)

#### Ex-integrantes
- Edu Filgueira - baixo (2012–2018)
- Lauro Kirsch - bateria (2012–2019)

## Discografia

#### Álbuns de estúdio
- (2014) modeHuman
- (2017) Unlikely

#### EPs
- (2012) Stereochrome
- (2019) Unlikely (Acoustic)
- (2022) 3.1

#### Singles
| Ano  | Single                                          | Álbum                     |
| ---- | ----------------------------------------------- | ------------------------- |
| 2014 | "Dino vs. Dino"                                 | modeHuman                 |
| 2015 | "Relentless Game" (part. Scalene)               | Adicionado à nenhum álbum |
| 2015 | "Surrendo" (part. Supercombo)                   | Adicionado à nenhum álbum |
| 2016 | "Chills"                                        | Adicionado à nenhum álbum |
| 2017 | "Collision Course" (part. Ego Kill Talent)      | Adicionado à nenhum álbum |
| 2017 | "Cobra"                                         | Unlikely                  |
| 2018 | "Iron Lion Zion"                                | Adicionado à nenhum álbum |
| 2018 | "Ghetto Blaster On The Moon" (part. Dot Legacy) | Adicionado à nenhum álbum |
| 2019 | "How Bad Do You Want It? (CBLOL)"               | Adicionado à nenhum álbum |
| 2020 | "EVA" (part. Fresno)                            | Adicionado à nenhum álbum |
| 2022 | "Olha" (part. Lenine)                           | 3.1                       |

#### Como artista convidado
| Ano  | Canção      | Artista         | Álbum  |
| ---- | ----------- | --------------- | ------ |
| 2018 | "Invisível" | Capital Inicial | Sonora |

#### Trilhas sonoras
| Ano  | Canção                            | Álbum              |
| ---- | --------------------------------- | ------------------ |
| 2016 | "Relentless Game" (part. Scalene) | Rock Story, Vol. 1 |